# Джон Неш (архітектор)
Джон Неш (англ. John Nash; 1752, Лондон, Британська імперія — 13 травня 1835, там же) — британський архітектор, яскравий представник британського ампіру (т.зв. «регентський стиль»).

## Біографія
Джон Неш народився в Лондоні в родині слюсаря. 

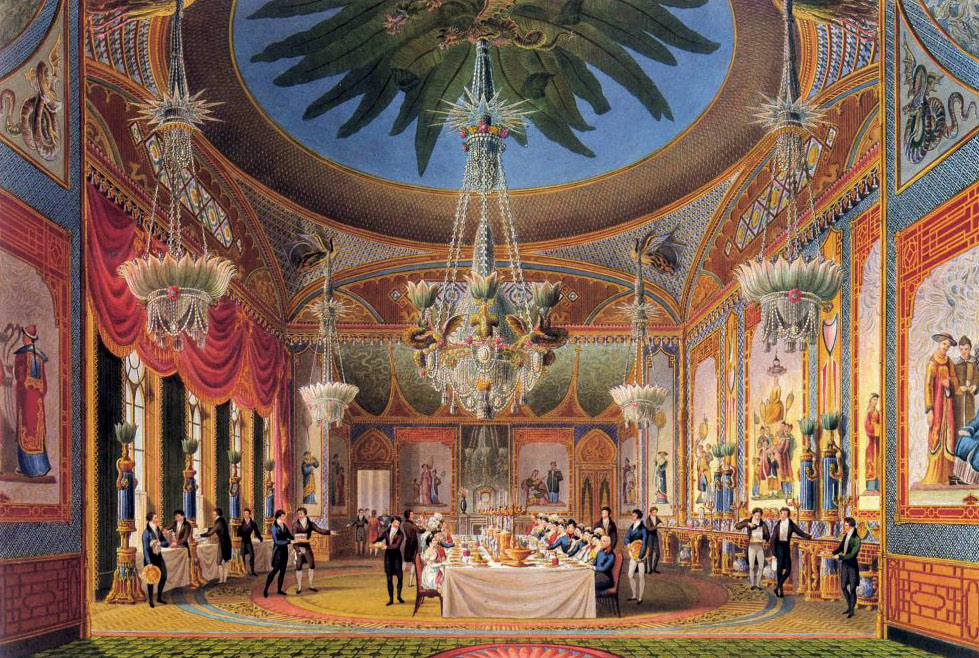
Бенкетна зала Павільйону в Брайтоні (з альбому Джона Неша)

Навчався архітектурі в Роберта Тейлора. Завершивши курс навчання, перебрався до Уельса, де зайнявся підприємництвом, однак у 1783 році зазнав банкрутства. Після цього повернувся до справи будівничого. По декількох роках зведення заміських садиб у 1792 році повернувся до Лондона.
У 1811 році Джон Неш отримав від принца-регента (у майбутньому король Георг IV) доручення розробити план забудови місцевості, що згодом отримала назву Мерілбон-парк. 
Складений Нешем план було реалізовано до 1818 року. Цей проєкт, зокрема, містить у собі планування і забудову Ріджент-стріт, Ріджентс-парку і прилеглих кварталів. 
Ставши придворним архітектором, Неш спроєктував у подальшому велику кількість споруд і будівель. Так, за його проєктами створені Сент-Джеймс-Парк, комплекс Трафальгарської площі, театр Геймаркет, Мармурова арка тощо. У 1815—22 роках Неш перебудував у східному (індо-сарацинському) стилі Королівський павільйон у Брайтоні. Джон Неш також керував реконструкцією Букінгемського палацу, після якої він став резиденцією британської королівської родини.